# Luis Walcher
Luis Walcher (* 22. Februar 1974 in Bozen) ist ein Südtiroler Politiker.

## Leben
Walcher ist hauptberuflich als leitender Angestellter des Dienstleistungsunternehmens „Markas“ tätig und bewirtschaftet nebenberuflich einen Bauernhof. Im Jahr 2005 wurde er für die Südtiroler Volkspartei (SVP) erstmals in den Bozner Gemeinderat gewählt. Bei den Kommunalwahlen 2010, 2015, 2016 und 2020 gelang ihm jeweils die Wiederwahl. Er bekleidete in diesem Zeitraum mehrmals das Amt des Fraktionssprechers (2008–2010 und 2015) sowie des Gemeinderatspräsidenten (2010–2012 und 2015). 2016 wurde er Mitglied des Bozner Stadtrats. Nach dem Rücktritt von Christoph Baur wurde Walcher am 19. Juni 2019 von Bürgermeister Renzo Caramaschi zu seinem Stellvertreter ernannt; als Vizebürgermeister Bozens betreute er bis 2023 die Agenden Raumordnung, öffentliches Bauwesen, Zivilschutz und Friedhofsdienst. Gleichzeitig wurde er in den Verwaltungsrat des Südtiroler Gemeindenverbands sowie in den Verwaltungsrat des Rats der Gemeinden berufen. Bei den Landtagswahlen 2023 kandidierte er auf der Liste der SVP und konnte mit 10.121 Vorzugsstimmen ein Mandat für den Südtiroler Landtag und damit gleichzeitig den Regionalrat Trentino-Südtirol erringen. Am 1. Februar 2024 wurde er in die neue Südtiroler Landesregierung gewählt; im Kabinett Kompatscher III übernahm er die Ressorts Tourismus, Land- und Forstwirtschaft. Nachdem Philipp Achammer zuvor zurückgetreten war, wurde Walcher am 13. März 2024 als Präsidialsekretär in das Präsidium des Regionalrates von Trentino-Südtirol gewählt.
Walcher ist seit 1991 Mitglied der Freiwilligen Feuerwehr von Gries (Feuerwehrkommandant 2005–2010), seit 2004 stellvertretender Ortsobmann des Bozner Bauernbundes und seit 2009 Mitglied im Bezirksbauernrat Bozen. Er wohnt im Bozener Stadtteil Gries.